# Mariánská
Mariánská (německy Mariasorg, také Maria-Sorg) je vesnice, část města Jáchymov v okrese Karlovy Vary v Karlovarském kraji. Původní osada s mariánským poutním místem a kapucínským klášterem byla po druhé světové válce vysídlena a fungoval zde nejprve zajatecký a následně trestanecký pracovní tábor Mariánská. Po jeho zrušení začala ves fungovat jako rekreační osada.

## Historie
Osada na severním svahu Vlčího hřbetu je připomínána již v polovině čtrnáctého století. Podle pověsti zde žil poustevník Jan Niavius. Ten prorokoval velkou slávu nového města, jeho pád a nový rozkvět. Na počátku šestnáctého století zde vznikla osada Nový Sorg.[zdroj?]
Po třicetileté válce byla na místě poustevny postavena dřevěná kaple (1692–1693) a místo dostalo název Mariasorg podle zázračné sošky Panny Marie umístěné v této kapli. Roku 1699 zde dalo hornické bratrstvo s prosbou o obnovení slávy Jáchymova vystavět kostel Panny Marie, který se brzy stal poutním místem. Při původní kapli žil poustevník Eusebius Kolitsch z Hřebečné, který byl roku 1728 přepaden lupiči a v poustevně zabit.

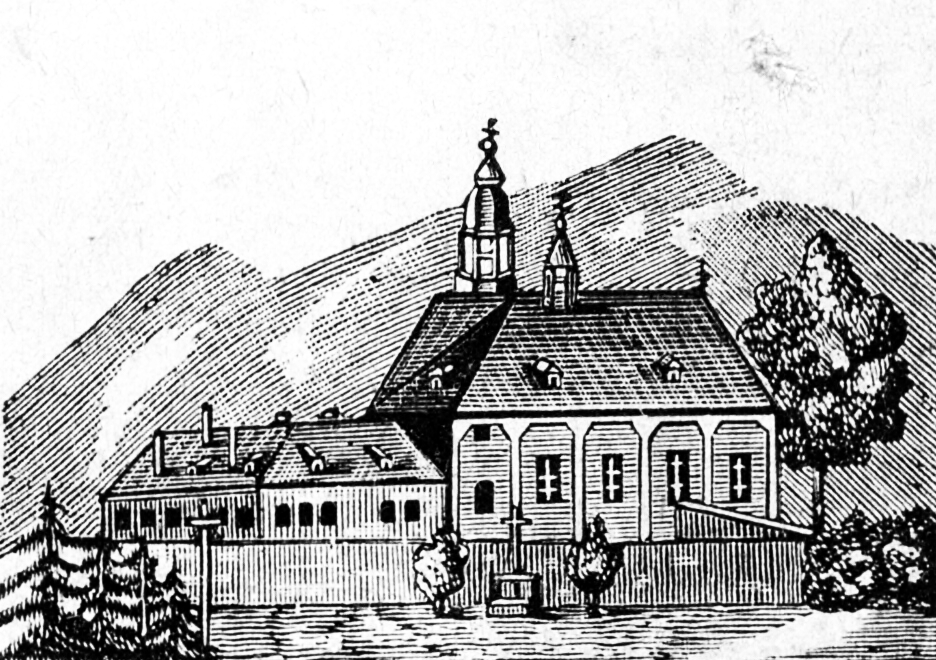
Vyobrazení kláštera (kolem roku 1893)

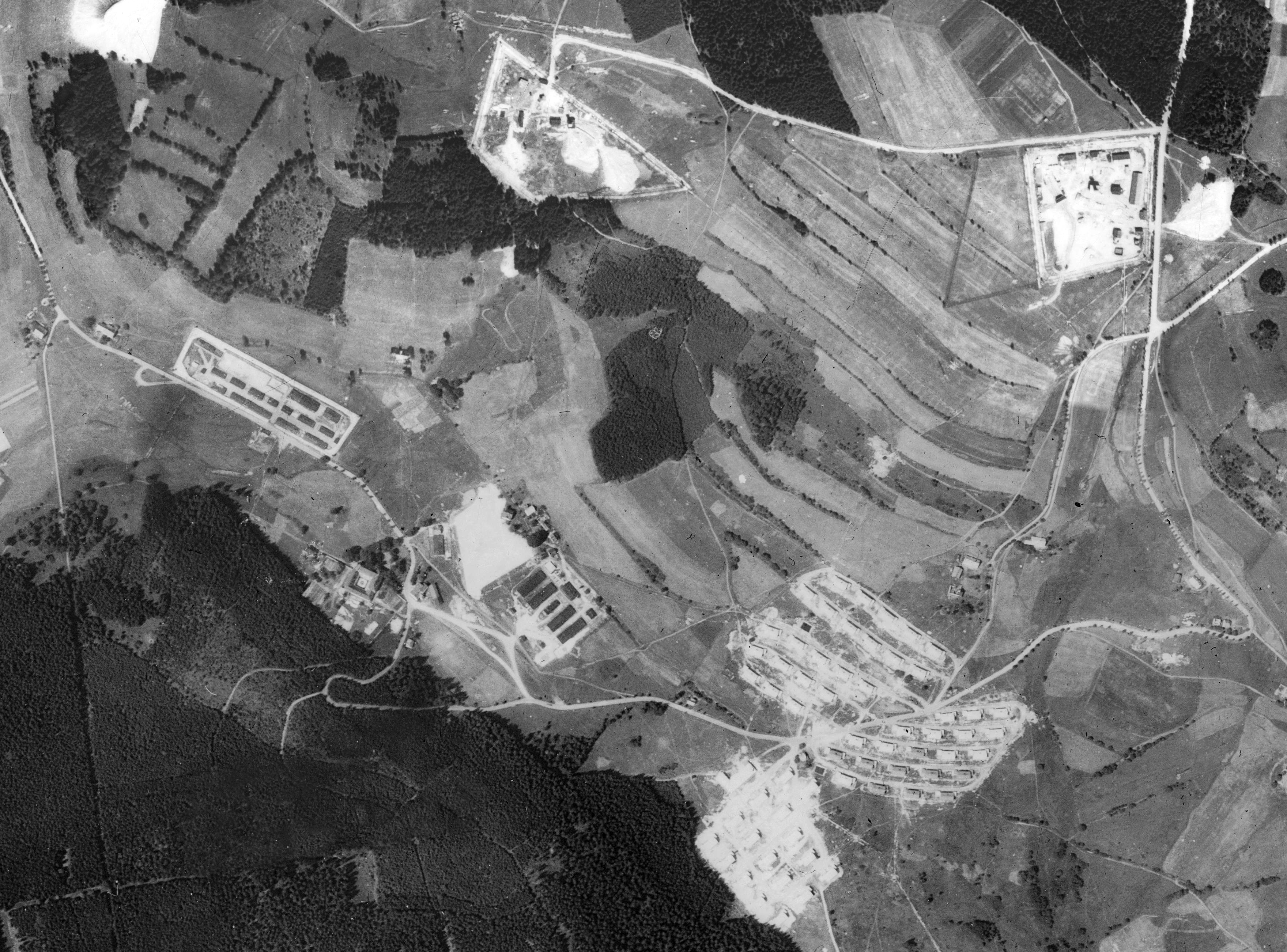
Historická ortofotomapa (50. léta)

V roce 1754 byl poutní kostel propůjčen řádu kapucínů, kteří v letech 1754–1756 vystavěli druhý kostel a roku 1760 založili zdejší klášter. Do tohoto kláštera se konaly pouti až do konce devatenáctého století. Původně na Mariánskou vedla z Jáchymova Říšská silnice od Anenského náměstí (dnes Slovany), přes Mathesiovo náměstí (v éře těžby uranu zmizelo pod odvalem) a dále táhlým Popovským údolím přes Popovský vrch (kříž) do osady Popov. Odtud vedla silnice na výšinu nad Mariánskou a dále do Hroznětína a Ostrova. Dnes je tato cesta díky rozsáhlým odvalům dolů Svornost a Josef naprosto neschůdná. Kapucínský klášter byl v roce 1948 zrušen a přeměněn na kasárna Sboru národní bezpečnosti. Pro havarijní stav budov byl areál kláštera v roce 1965 stržen.

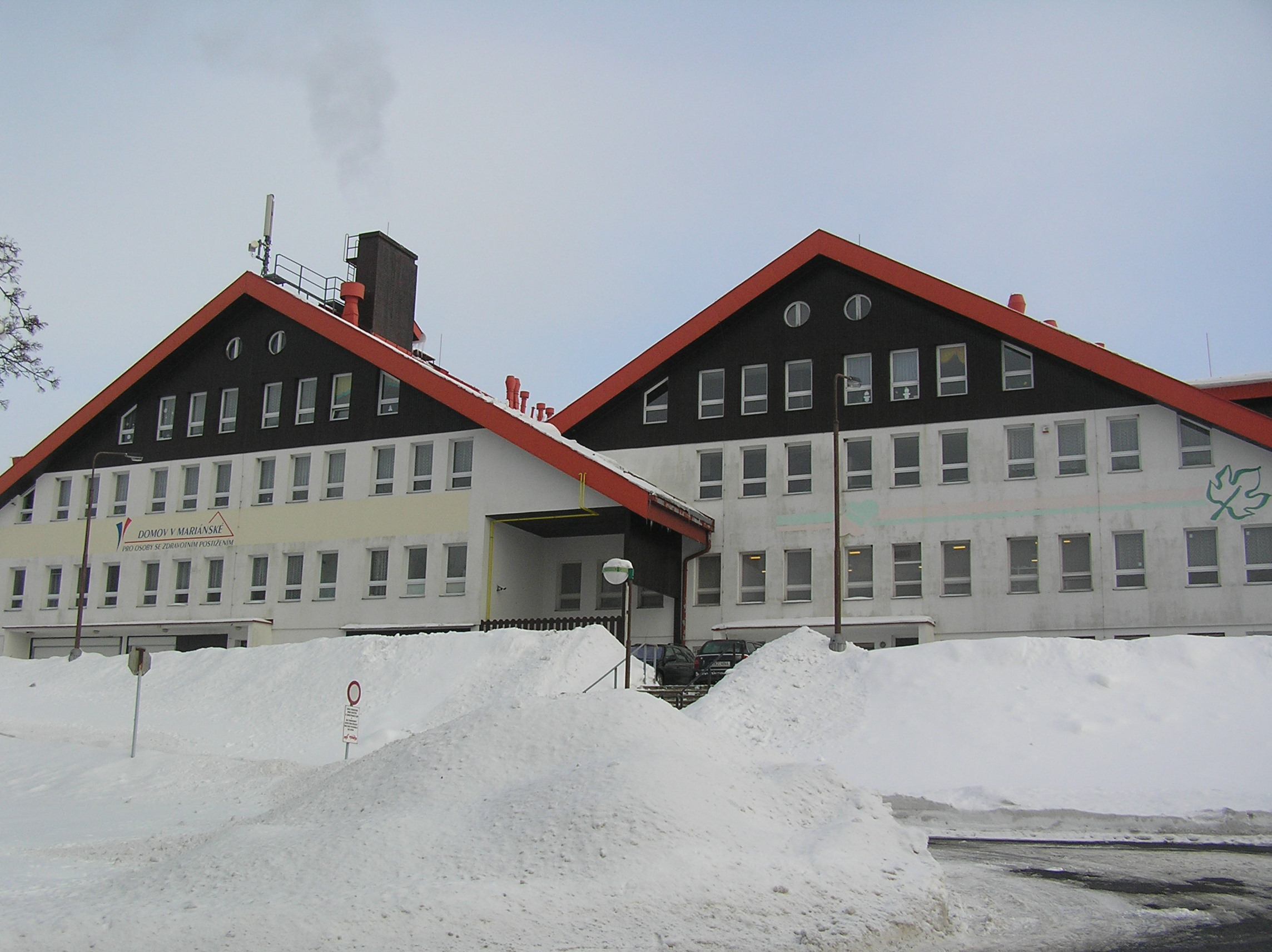
Domov pro osoby se zdravotním postižením

Od roku 1947 do začátku šedesátých let 20. století se v okolí Mariánské těžila uranová ruda. V kopci nad původní osadou Mariasorg bylo postaveno sídliště pro horníky z nedalekých dolů Adam, Eva a Eduard. Národní podnik Jáchymovské doly zde už v roce 1948 postavil padesát dřevěných dvojdomků. Na Mariánské také bydleli příslušníci SNB, střežící zdejší trestanecké tábory. Po ukončení těžby byly některé objekty přeměněny v zařízení sociální péče. Na místě bývalého trestaneckého tábora Mariánská II vznikl komplex Domova pro osoby se zdravotním postižením v Mariánské, příspěvkové organizace Karlovarského kraje.

## Přírodní poměry
Mariánská leží asi dva kilometry na jihozápad od Jáchymova na severním úpatí Vlčího hřbetu (901 metrů) v Krušných horách. Nadmořská výška zastavěné části vesnice se pohybuje od 780 metrů na západě k 870 metrům na východě. 
Ve vsi rostou čtyři památné stromy: Mariánská lípa a Lípy u kapličky.

## Obyvatelstvo
Při sčítání lidu v roce 1921 zde žilo 125 obyvatel (z toho 58 mužů), z nichž byl jeden Čechoslovák a 124 Němců. Všichni se hlásili k římskokatolické církvi. Podle sčítání lidu z roku 1930 měla vesnice 132 obyvatel: 128 Němců a čtyři cizince. I tentokrát všichni byli římskými katolíky.
| Rok            | 1869 | 1880 | 1890 | 1900 | 1910 | 1921 | 1930 | 1950 | 1961 | 1970 | 1980 | 1991 | 2001 | 2011 | 2021 |
| -------------- | ---- | ---- | ---- | ---- | ---- | ---- | ---- | ---- | ---- | ---- | ---- | ---- | ---- | ---- | ---- |
| Počet obyvatel | 251  | 250  | 210  | 239  | 214  | 201  | 200  | 107  | 547  | 173  | 178  | 194  | 262  | 254  | 230  |
| Počet domů     | 31   | 34   | 30   | 32   | 30   | 33   | 36   | 39   | 39   | 10   | 10   | 25   | 21   | 35   | 38   |

## Obecní správa
Z hlediska územní správy byla Mariánská vedena pod názvem Mariasorg v letech 1869–1930 jako osada Jáchymova v okrese Jáchymov, od roku 1950 jako osada, resp. část Jáchymova, v okrese Karlovy Vary. Mariánská nemá vlastní katastrální území, zaujímá jižní část katastrálního území Jáchymova.

## Doprava
Vesnicí prochází silnice č. III/22137 z Merklína a pokračující přes Lípu a Mariánskou na sever k silnici č. I/25, s níž se spojuje nedaleko bývalého dolu Eduard.

## Pamětihodnosti
- Kaple Nejsvětější Trojice je drobná kamenná obdélná stavba se sedlovou střechou krytou šindelem. Obnovena byla po roce 2000. Na oltáři byl původně řezaný dřevěný krucifix, odstraněný po roce 1948. Po opravě jej nahradily dvě reprodukce svatých obrázků.[13]

## Galerie

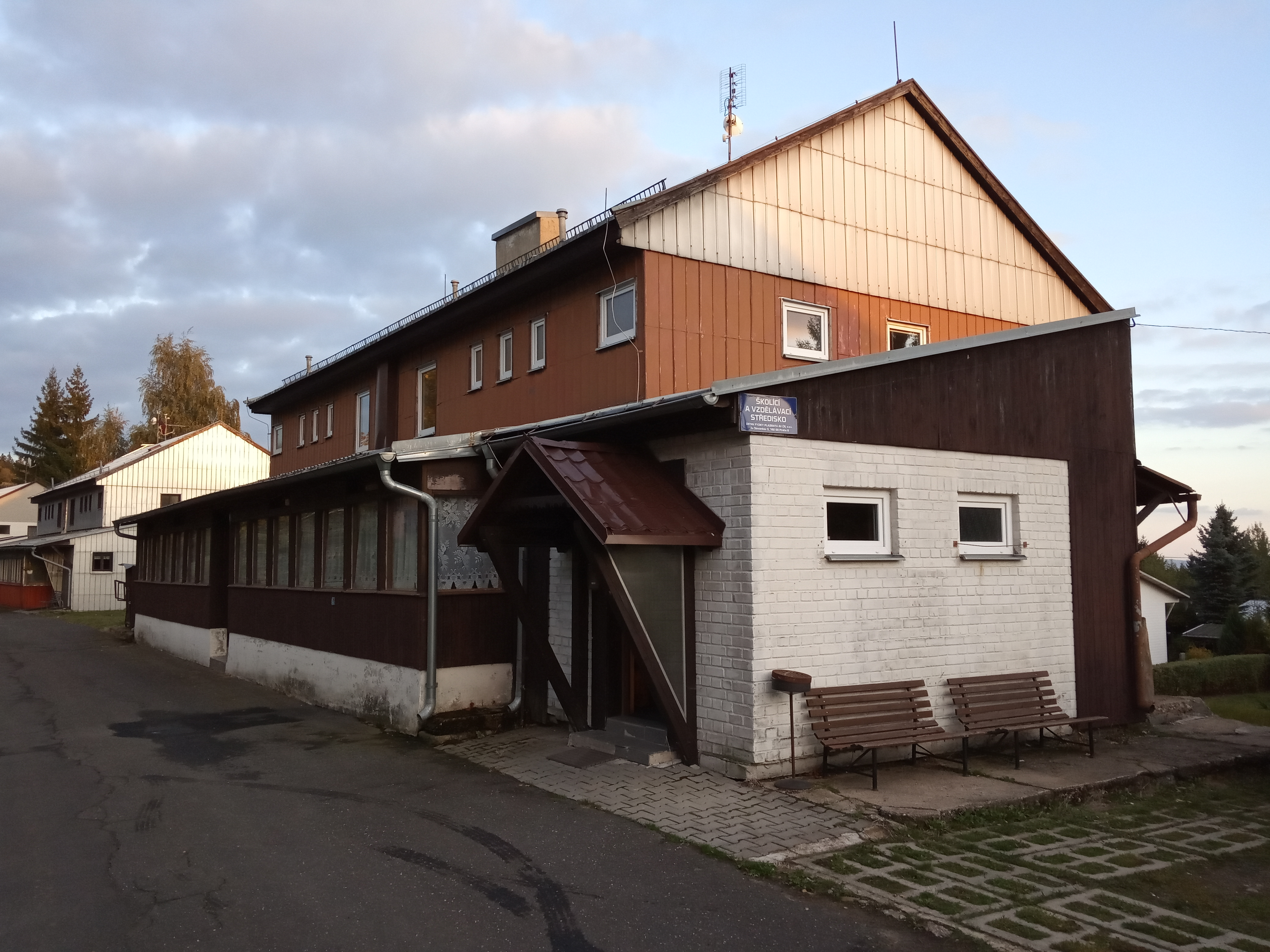
Chata ÚFP
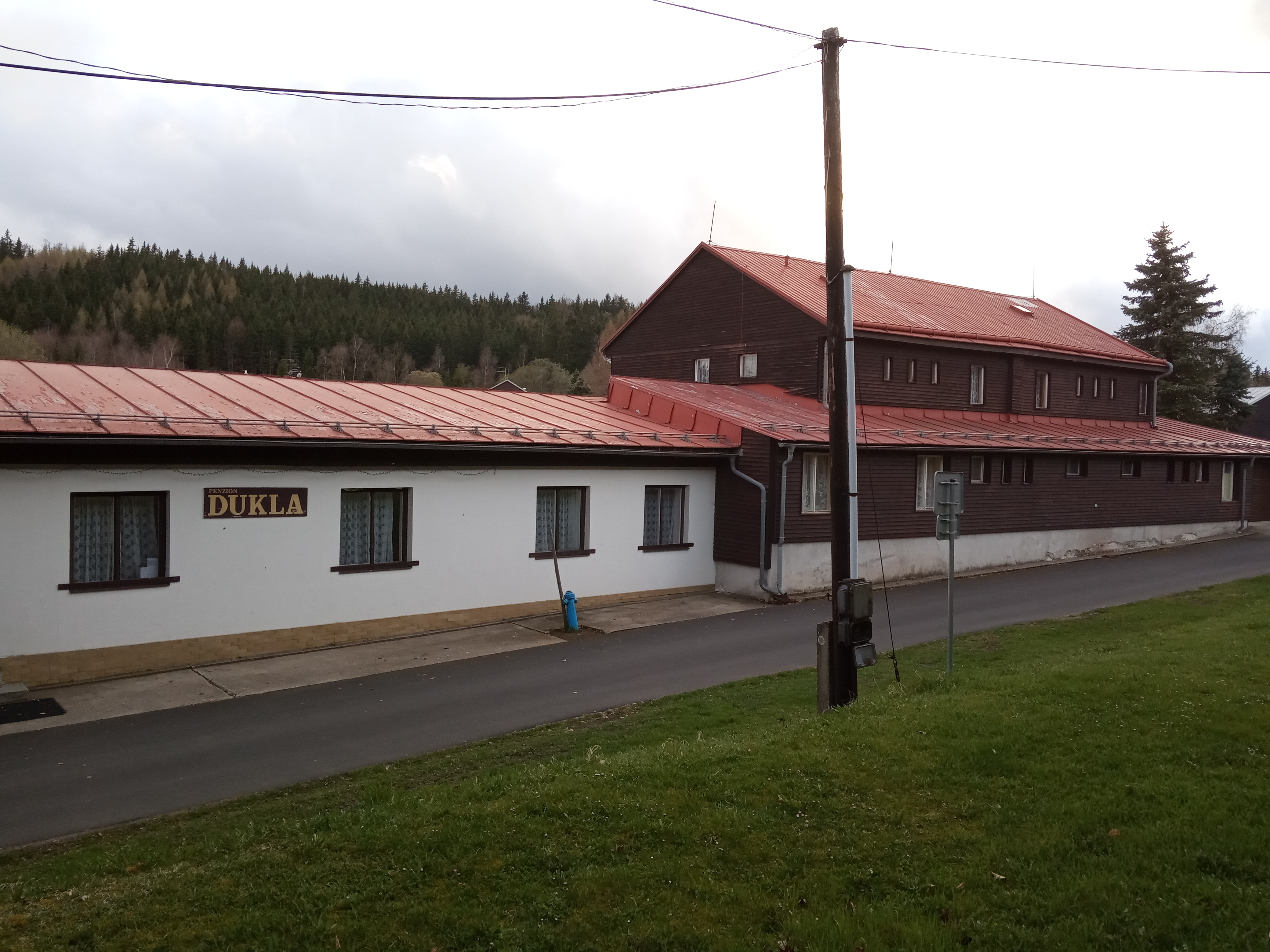
Penzion Dukla
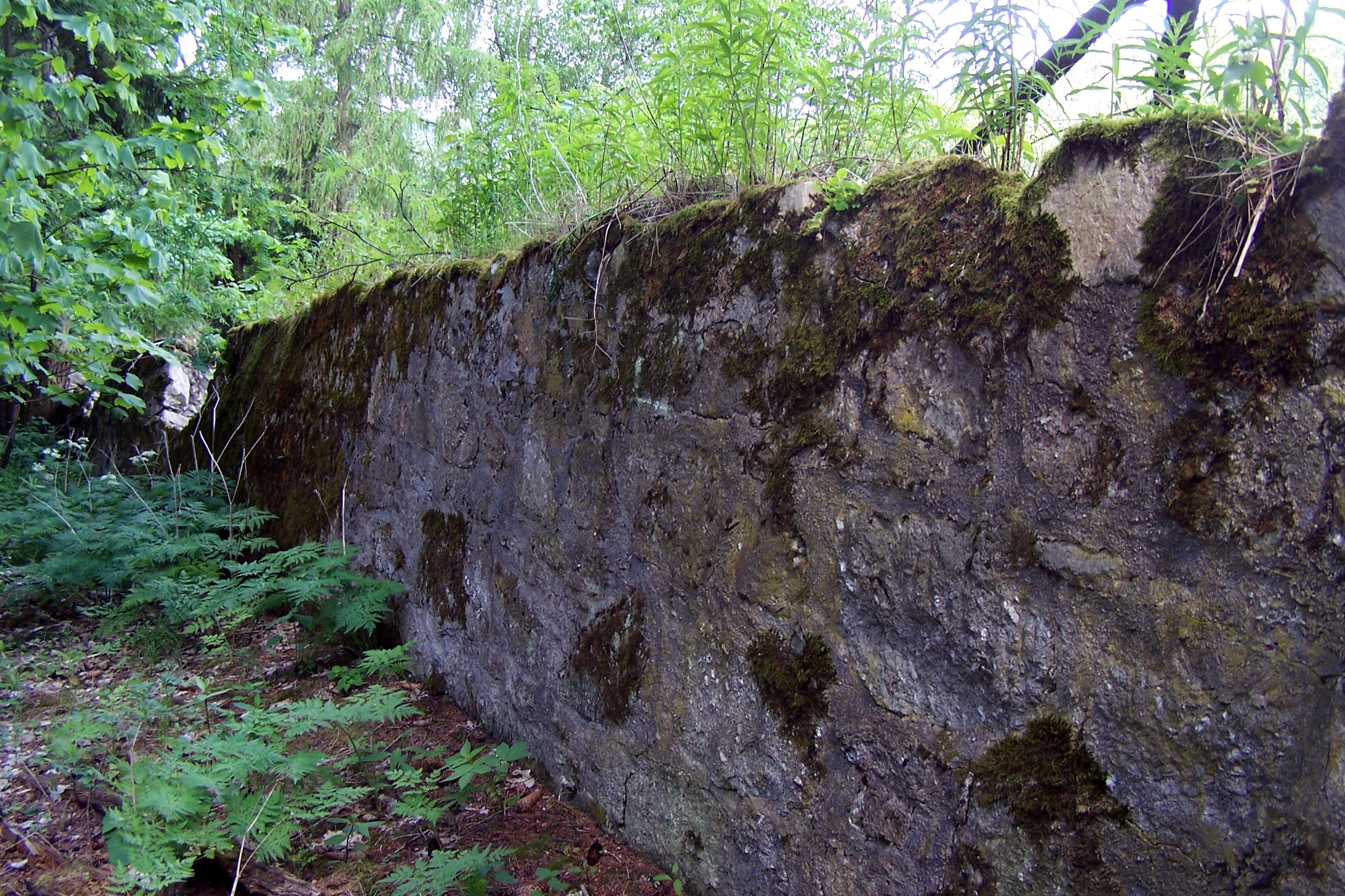
Pozůstatek kláštera
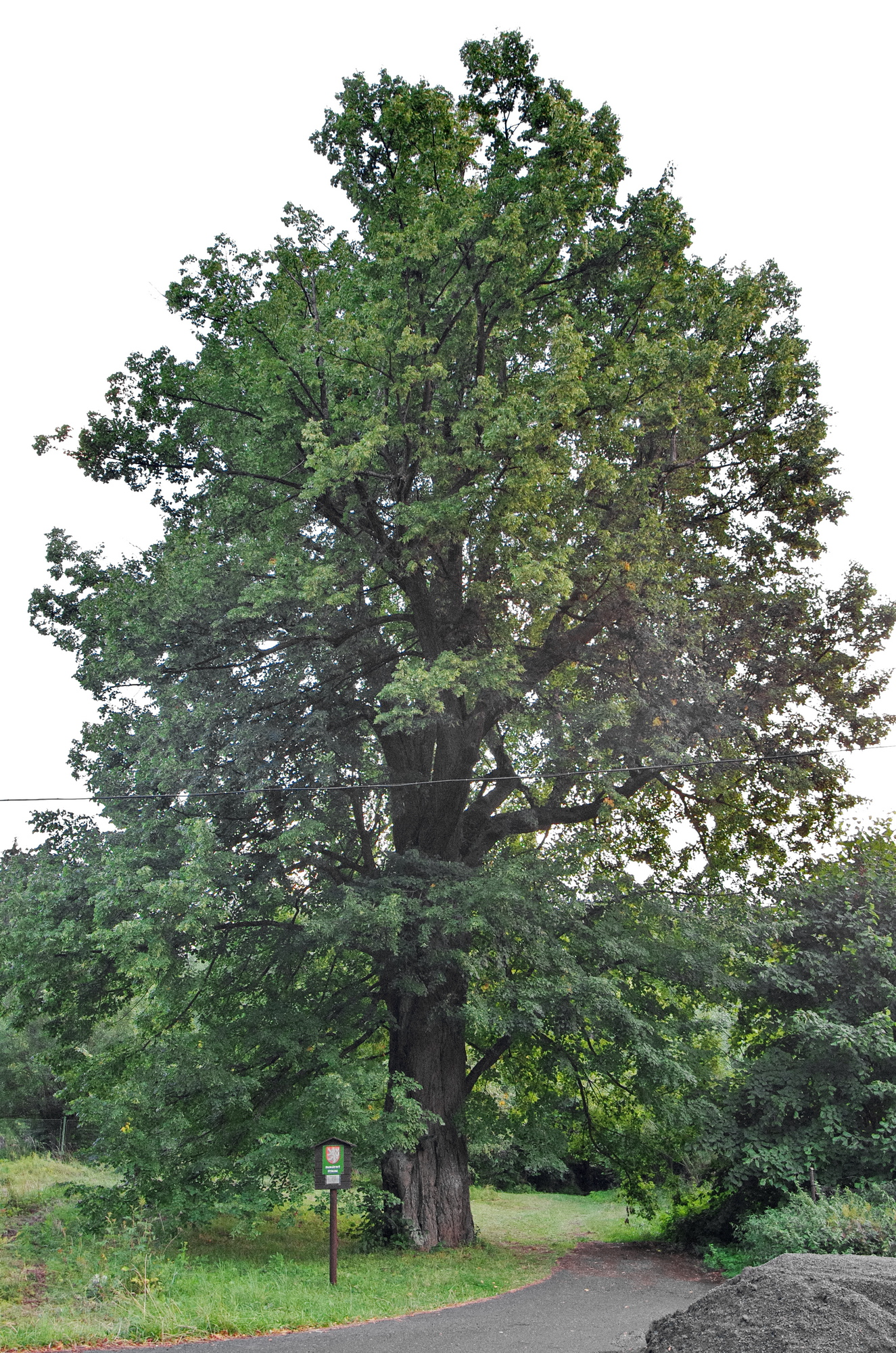
Mariánská lípa
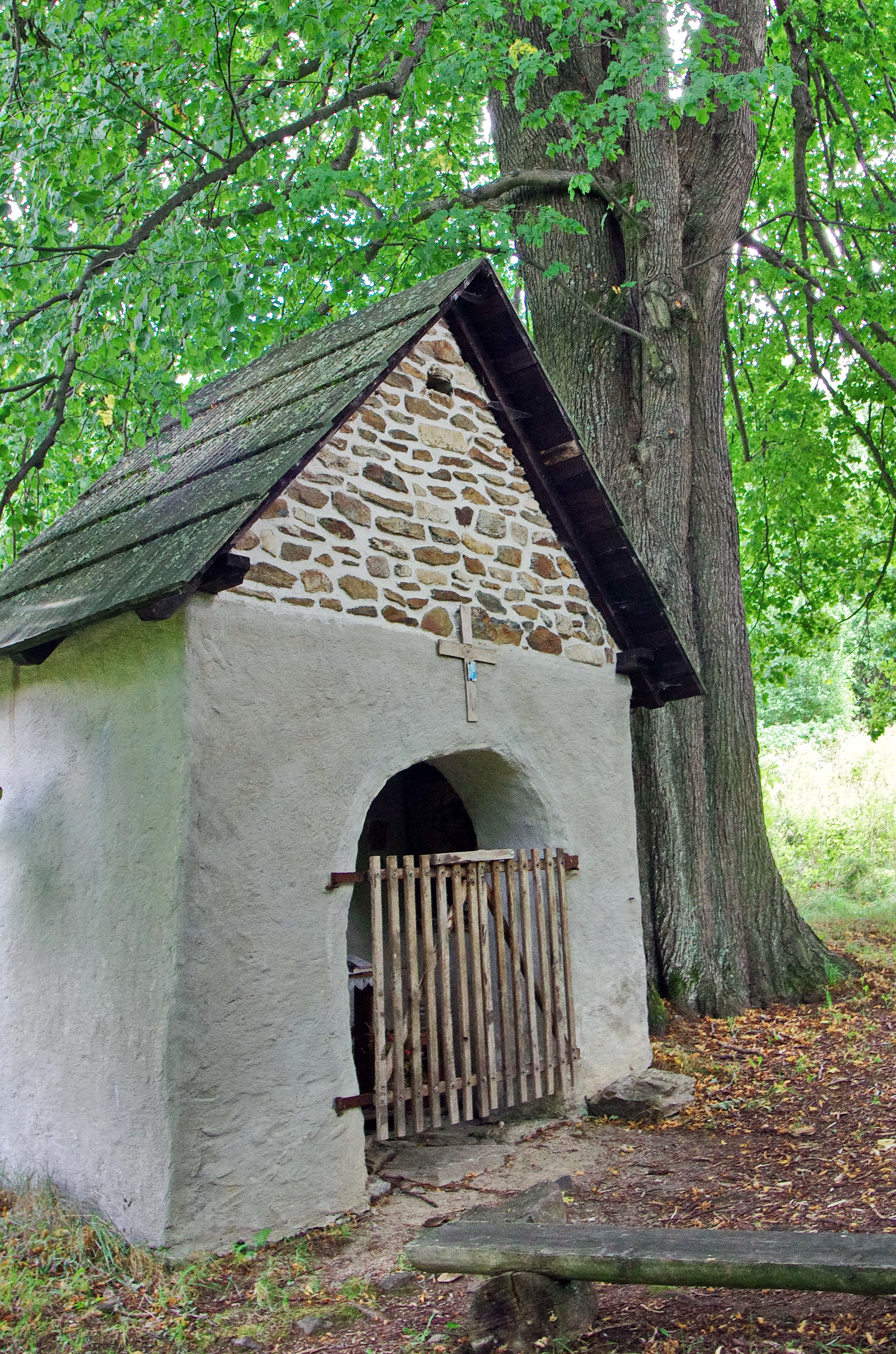
Kaple Nejsvětější Trojice
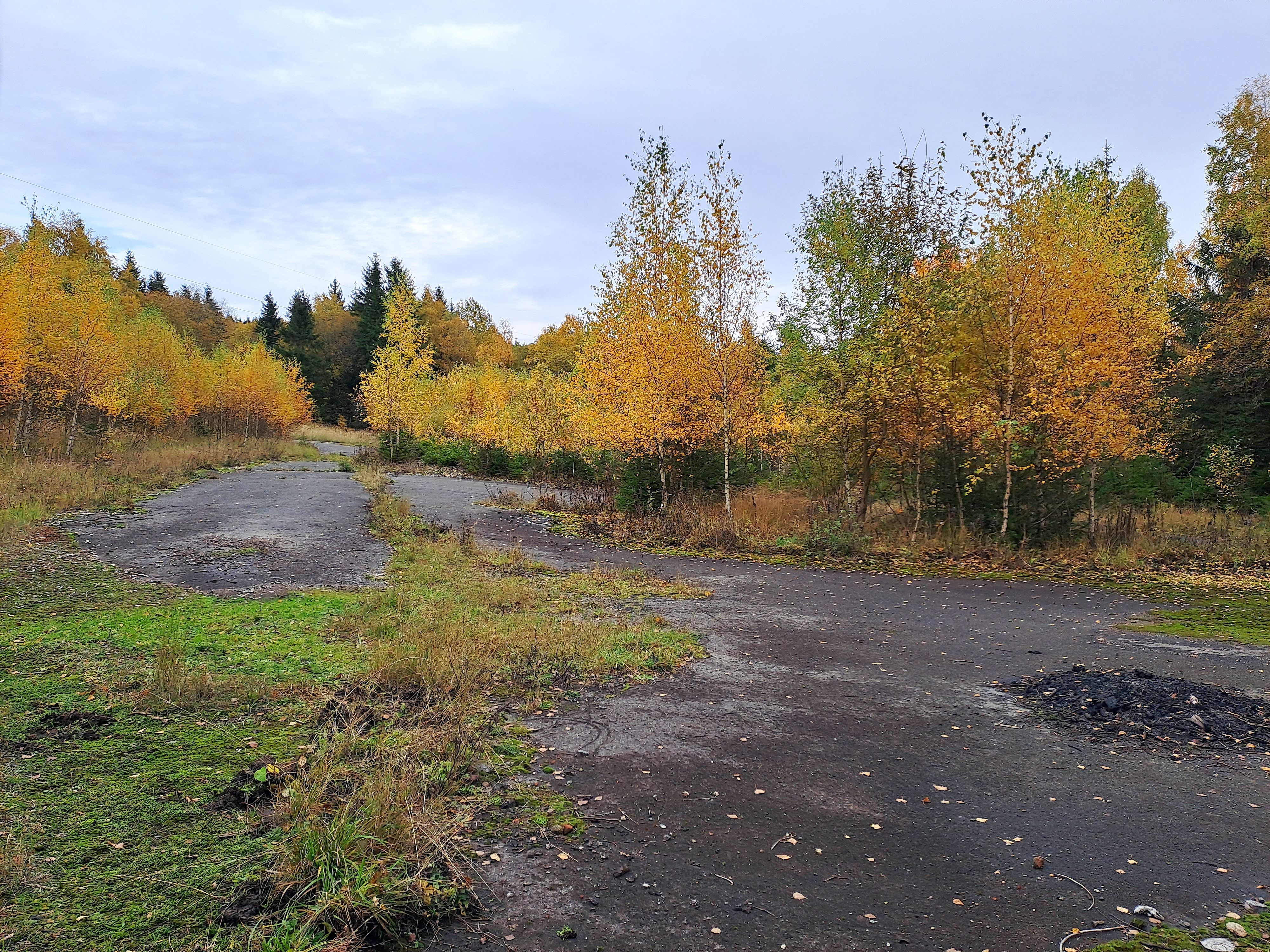
Bývalý důl Adam
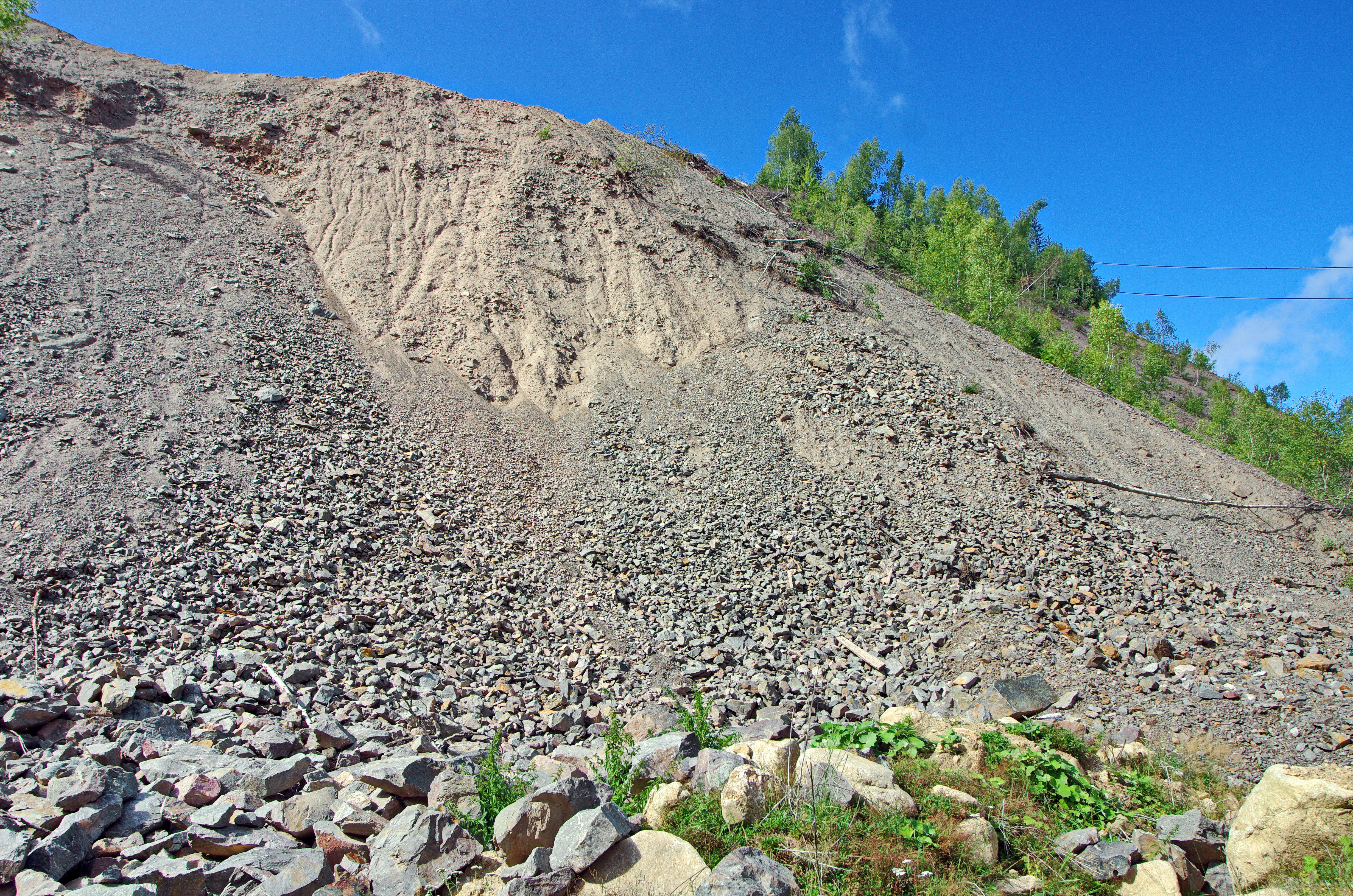
Odval dolu Eva